# Bắn súng tại Đại hội Thể thao Đông Nam Á 2005
Bắn súng tại Đại hội Thể thao Đông Nam Á năm 2005 được tổ chức từ ngày 28 tháng 11 đến ngày 4 tháng 12 năm 2005. Môn bắn súng được tổ chức tại hai địa điểm riêng biệt:
- Các nội dung bắn đĩa bay (trap và skeet) diễn ra tại Trường bắn đĩa bay PNSA, thành phố Muntinlupa, Vùng đô thị Manila, Philippines.
- Các nội dung súng hơi, súng trường, súng ngắn và bắn thực hành (practical shooting) được tổ chức tại Trường bắn PSC–PNSA BNS, trong khu vực Fort Bonifacio, thành phố Taguig, Vùng đô thị Manila, Philippines.

## Bảng huy chương
| Hạng               | Đoàn               | Vàng | Bạc | Đồng | Tổng số |
| ------------------ | ------------------ | ---- | --- | ---- | ------- |
| 1                  | Thái Lan (THA)     | 9    | 7   | 6    | 22      |
| 2                  | Việt Nam (VIE)     | 3    | 4   | 5    | 12      |
| 3                  | Philippines (PHI)  | 3    | 3   | 2    | 8       |
| 4                  | Malaysia (MAS)     | 3    | 2   | 2    | 7       |
| 5                  | Singapore (SIN)    | 2    | 4   | 4    | 10      |
| 6                  | Myanmar (MYA)      | 1    | 2   | 2    | 5       |
| 7                  | Indonesia (INA)    | 1    | 0   | 1    | 2       |
| Tổng số (7 đơn vị) | Tổng số (7 đơn vị) | 22   | 22  | 22   | 66      |

## Tóm tắt kết quả

### Liên đoàn Thể thao Bắn súng Quốc tế

#### Nam
| Nội dung                  | Vàng                                                                    | Bạc                                                      | Đồng                                                                                |
| ------------------------- | ----------------------------------------------------------------------- | -------------------------------------------------------- | ----------------------------------------------------------------------------------- |
| 10 m súng ngắn hơi        | Maung Kyu · Myanmar                                                     | Jakkrit Panichpatikum · Thái Lan                         | Hoàng Xuân Vinh · Việt Nam                                                          |
| 25 m súng ngắn tiêu chuẩn | Jakkrit Panichpatikum · Thái Lan                                        | Nguyễn Mạnh Tường · Việt Nam                             | Phạm Cao Sơn · Việt Nam                                                             |
| 25 m súng ngắn bắn nhanh  | Hasli Izwan · Malaysia                                                  | Nathaniel Padilla · Philippines                          | Jakkrit Panichpatikum · Thái Lan                                                    |
| 25 m súng ngắn bắn chậm   | Jakkrit Panichpatikum · Thái Lan                                        | Opas Ruengpanyawut · Thái Lan                            | Nguyễn Mạnh Tường · Việt Nam                                                        |
| 50 m súng ngắn tự chọn    | Nguyễn Mạnh Tường · Việt Nam                                            | Maung Kyu · Myanmar                                      | Poh Lip Meng · Singapore                                                            |
|                           |                                                                         |                                                          |                                                                                     |
| 10 m súng trường hơi      | Tevarit Majchacheep · Thái Lan                                          | Nguyễn Tấn Nam · Việt Nam                                | Zhang Jin · Singapore                                                               |
| 50 m súng trường nằm bắn  | Nguyễn Tấn Nam · Việt Nam                                               | Suphakorn Wisetchai · Thái Lan                           | Khin Maung Htoo · Myanmar                                                           |
|                           |                                                                         |                                                          |                                                                                     |
| Skeet                     | Paul Brian Rosario · Philippines                                        | Cheong Yew Kwan · Malaysia                               | The Chee Fei · Malaysia                                                             |
| Skeet đồng đội            | Philippines · Paul Brian Rosario · Darius Alexis Hizon · Nonoy Bernardo | Malaysia · Cheong Yew Kwan · The Chee Fei · Amran Risman | Thái Lan · Krisada Varadharmapinich · Jiranunt Hathaichukiat · Pongstorn Bholganist |
| Trap                      | Choo Choon Seng · Singapore                                             | Lee Wung Yew · Singapore                                 | Eric Ang · Philippines                                                              |
| Trap đôi                  | Zain Amat · Singapore                                                   | Puai Khamgasem · Thái Lan                                | Khor Seng Chye · Malaysia                                                           |

#### Nữ
| Nội dung                   | Vàng                              | Bạc                              | Đồng                           |
| -------------------------- | --------------------------------- | -------------------------------- | ------------------------------ |
| 10 m súng ngắn hơi         | Bary Agustini Said · Indonesia    | Panchang Chisa-ard · Thái Lan    | Khin Soe Thaike · Myanmar      |
| 25 m súng ngắn             | Bibiana Ng · Malaysia             | Khin Soe Thaike · Myanmar        | Phạm Thị Hà · Việt Nam         |
|                            |                                   |                                  |                                |
| 10 m súng trường hơi       | Đàm Thị Nga · Việt Nam            | Vanessa Yong Yu Zhen · Singapore | Zhang Jingna · Singapore       |
| 50 m súng trường nằm bắn   | Nur Suryani Taibi · Malaysia      | Paramapon Ponglaokham · Thái Lan | Supamas Wankaew · Thái Lan     |
| 50 m súng trường ba tư thế | Paramapon Ponglaokham · Thái Lan  | Nguyễn Thị Hằng · Việt Nam       | Nguyễn Thị Hòa · Việt Nam      |
|                            |                                   |                                  |                                |
| Trap                       | Supawan Karjaejuntasak · Thái Lan | Nanpapas Viravaidya · Thái Lan   | Anna Maria Gana · Philippines  |
| Trap đôi                   | Janejira Srisongkram · Thái Lan   | Hoàng Thị Tuất · Việt Nam        | Chattaya Kitcharoen · Thái Lan |

### Liên đoàn Bắn súng Thực hành Quốc tế

#### Nam
| Nội dung                                 | Vàng                              | Bạc                                   | Đồng                       |
| ---------------------------------------- | --------------------------------- | ------------------------------------- | -------------------------- |
| Súng ngắn thi bắn thực hành              | Kasem Khamhaeng · Thái Lan        | Chow Wei An · Singapore               | Frans Paul · Indonesia     |
| Các nội dung bắn súng đạn ghém thực hành | Juanito Angeles · Philippines     | Ariel Santos · Philippines            | Tan Guan Hua · Singapore   |
| Súng bắn đạn ghém loại bơm               | Patrachatra Vichiensun · Thái Lan | Laurence John Wee Ewe Lay · Singapore | Pitipoom Phasee · Thái Lan |

#### Nữ
| Nội dung                    | Vàng                        | Bạc                         | Đồng                           |
| --------------------------- | --------------------------- | --------------------------- | ------------------------------ |
| Súng ngắn thi bắn thực hành | Phaviga Thangsuk · Thái Lan | Marly Llorito · Philippines | Pyathida Aroonsakul · Thái Lan |